# 숀 테일러

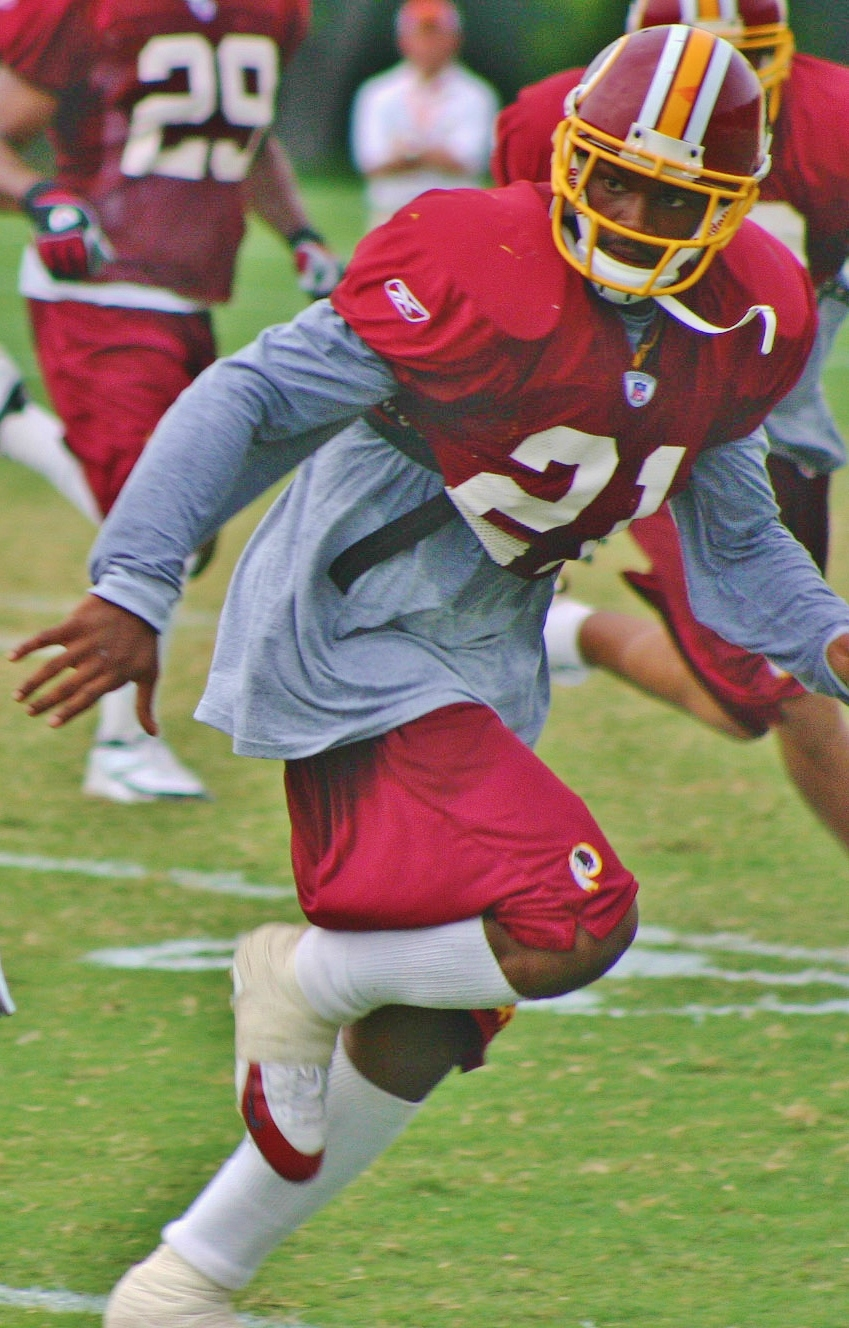
숀 마이클 모리스 테일러

숀 마이클 모리스 테일러 (Sean Michael Maurice Taylor, 1983년 4월 1일 ~ 2007년 11월 27일)는 미국의 미식축구 선수이며, 포지션은 세이프티이다. '절반은 사람(Man)이고, 절반은 짐승(Beast)'라는 의미의 미스트(Meast)라는 별명으로 불렸다.

## 생애
마이애미 대학교를 졸업했으며, 2002년 로즈 볼 대회에 출전하며 명성을 떨쳤다. 이후 2004년 신인 드래프트에서 전체 5순위로 내셔널 풋볼 리그의 워싱턴 레드스킨스에 지명되어 프로 무대에 데뷔했으며, 4시즌동안 활약하였다.
2007년 11월 27일 마이애미에 있는 자택에서 괴한의 총격을 받았으며, 그 뒤 인근 병원으로 옮겨져 수술을 받았으나 7시간 뒤 사망했다. 사망 이후, 워싱턴 레드스킨스는 테일러를 기리고자 테일러가 사망한 뒤 가진 첫 경기인 버펄로 빌스에서 세이프티 없이 경기를 치렀다.